# Тупа (міфологія)
Тупа (інші назви —тупан, тупаве, тенондете) — верховний бог у віруваннях південноамериканських індіанців гуарані. Від нього походить слово «тупа» у сучасній мові гуарані, що означає бог. Тупа вважався творцем Всесвіту, а його житло знаходилося на Сонці.

## Міф
Перед створенням людського роду Тупа обручився з богинею Арасі, матір'ю неба, домом якої був Місяць. Згідно з міфом, зранку після весілля Тупа і Арасі спустилися на Землю, і разом створили річки і моря, ліси, зірки і всі живі істоти Всесвіту. Створюючи ці речі, вони стояли на вершині пагорба поблизу сучасного міста Арегуа у Парагваї.
Після створення всіх речей у Всесвіті, Тупа вирішив створити перших людей — чоловіка та жінку. Для цього Тупа використав суміш глини, соку падуба парагвайського, кров анаперо бурого, листя декількох видів рослин і багатоніжка. Він зробив пасту цієї суміші, використовуючи води з сусіднього джерела, що потім стало озером Іпакарі. З цієї пасти Тупа створив за своєю подобою пару статуй і залишив їх на сонці висихати. Потім наповнив статуї життям. Жінка була названа Сіпаве («мати людей»), а чоловік Рупаве («батько людей»).

### Як божество після завоювання
На думку Даніеля Кандідо та Люка Нунеса з Університету Кампінаса, Тупа насправді не був богом, а радше проявом Бога у вигляді грому; він стверджує, що єзуїтські євангелізатори того періоду неправильно витлумачили б його як справжню божественність. Бог, про якого йдеться, - це Нхандерувучу, верховне божество тупі-гуарані; "тупа" використовується виключно для позначення явища блискавки і грому, яке в різні часи історії називали як "вісником", так і "демоном"; термін "Нхандеруете" був би більш доречним для порівняння з християнським Богом.
Тупа, на думку Камари Каскудо, є адаптацією катехізису, який також існував в концепції індіанців, але як "звук грому" (tu-pá або tu-pã), невідоме (і тому страшне) явище, якого вони боялися. Освальдо Оріко вважав, що "голос вищої істоти чути в бурях" як tupã-cinunga, "грім", віддзеркаленням якого є tupãberaba, "блискавка"".